# Bridgewater (CDP, New York)
Pour les articles homonymes, voir Bridgewater.
Bridgewater est une census-designated place du comté d'Oneida, dans l'État de New York, aux États-Unis,. En 2020, elle compte une population de 516 habitants.